# HD 93163
HD 93163 è una stella bianco-azzurra nella sequenza principale di magnitudine 5,75 situata nella costellazione della Carena. Dista 1010 anni luce dal sistema solare e fa parte dell'ammasso aperto delle Pleiadi del Sud.

## Osservazione

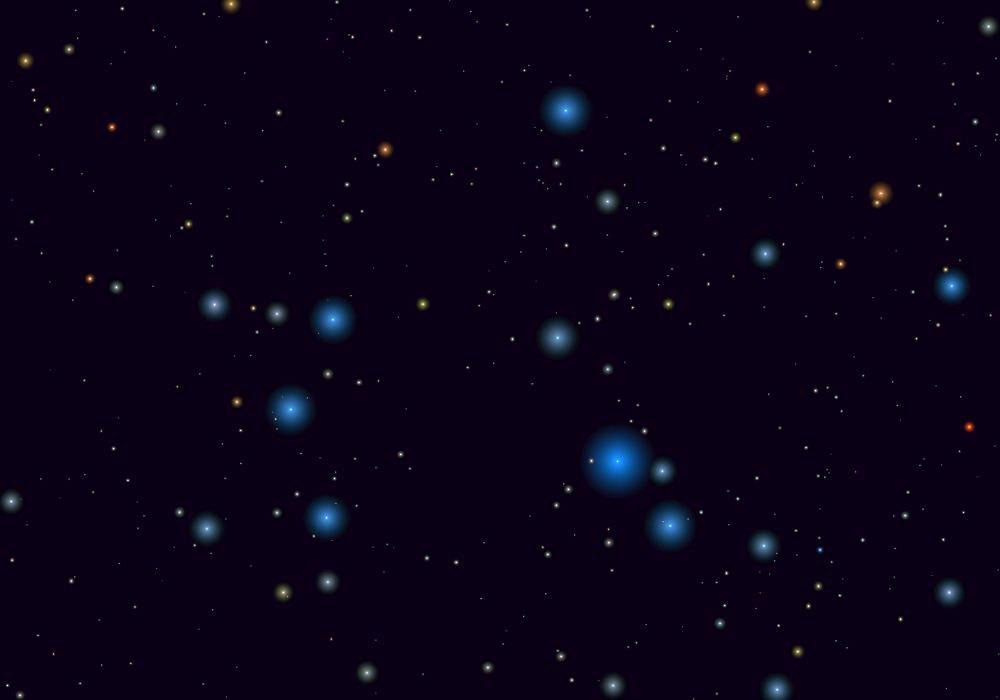
L'ammasso delle Pleiadi del Sud.

Si tratta di una stella situata nell'emisfero celeste australe, all'interno dell'ammasso IC 2602, soprannominato "ammasso di Theta Carinae" o "Pleiadi del Sud". La sua posizione è fortemente australe e ciò comporta che la stella sia osservabile prevalentemente dall'emisfero sud, dove si presenta circumpolare anche da gran parte delle regioni temperate; dall'emisfero nord la sua visibilità è invece limitata alle regioni temperate inferiori e alla fascia tropicale. La sua magnitudine pari a 5,8 la pone al limite della visibilità ad occhio nudo, pertanto per essere osservata senza l'ausilio di strumenti occorre un cielo limpido e possibilmente senza Luna.
Il periodo migliore per la sua osservazione nel cielo serale ricade nei mesi compresi fra febbraio e giugno; nell'emisfero sud è visibile anche per buona parte dell'inverno, grazie alla declinazione australe della stella, mentre nell'emisfero nord può essere osservata limitatamente durante i mesi primaverili boreali.

## Caratteristiche fisiche
La stella è una bianco-azzurra nella sequenza principale; possiede una magnitudine assoluta di -1,7 e la sua velocità radiale positiva indica che la stella si sta allontanando dal sistema solare.